# Mauvesin (Alta Garona)
Mauvesin (francès Mauvezin) és un municipi francès situat al departament de l'Alta Garona i a la regió d'Occitània.